# هانری رولن

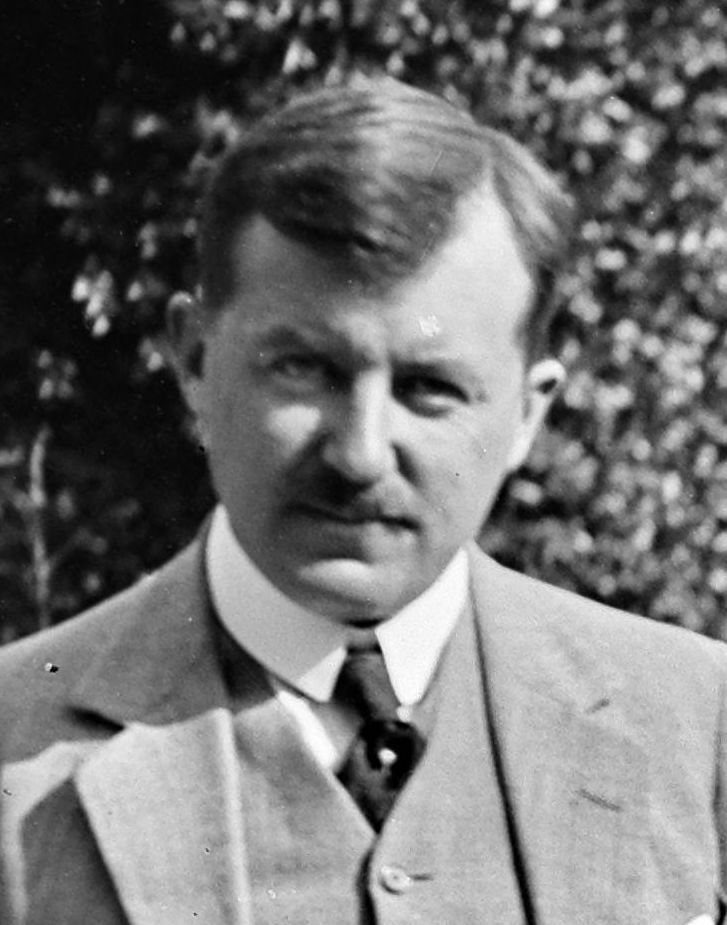
هانری رولن

هانری مارت سیلوی رولن (فرانسوی: Henri Marthe Sylvie Rolin‎؛ زادهٔ ۳ مارس ۱۸۹۱ در خنت – درگذشتهٔ ۲۰ مارس ۱۹۷۳ در پاریس) سیاستمدار سوسیالیست بلژیکی عضو حزب کارگران بلژیک (POB-BWP) و سپس حزب جانشین آن یعنی حزب سوسیالیست بلژیک (PSB-BSP) بود.

## حرفه
رولن به عنوان یک سناتور برای حزب کارگران بلژیک POB-BWP و بعدتر برای حزب سوسیالیست بلژیک PSB-BSP خدمت نمود. او این موقعیت شغلی را به مدت ۳۲ سال بین سالهای ۱۹۳۲ تا ۱۹۶۸ در اختیار داشت. در سال ۱۹۴۲ او به عنوان وزیر دفاع در دولت در تبعید بلژیک منصوب شد اما در پی یک شورش در نیروهای بلژیک آزاد که در اعتراض به فعال نبودن وزارت دفاع صورت گرفت، مجبور به استعفا شد. در سال ۱۹۴۶ شد وزیر دادگستری گردید. در سال ۱۹۴۷ و ۱۹۴۹ به عنوان رئیس مجلس سنا انجام وظیفه نمود. در سال ۱۹۴۸ او به عنوان وزیر دولت منصوب گردید. در سال ۱۹۵۲ رولن به نمایندگان ایران در پرونده نفتی ایران و انگلیس در دیوان بین‌المللی دادگستری کمک نمود. رای دادگاه در نهایت این شد که دیوان بین‌المللی دادگستری صلاحیت رسیدگی و اعمال قانون در این زمینه را ندارد (ایران همین مورد را ادعا کرده بود). این رای بعدها دلیل اصلی اتفاقاتی شد که در نهایت منجر به کودتای ۲۸ مرداد گردیدند.

## حقوق بین‌الملل
رولن در سال ۱۹۲۴ عضو وابسته و در سال ۱۹۳۶ عضو کامل مؤسسه حقوق بین‌الملل شد. او در سال‌های ۱۹۶۱-۱۹۶۳ رئیس این مؤسسه بود. وی از زمان تأسیس شورای اروپا تا سال ۱۹۵۹ عضو آن بود. او به همراه رنه کسن پیش‌نویس کنوانسیون اروپایی حمایت از حقوق بشر و آزادی‌های اساسی را تهیه کرد که در ۴ نوامبر ۱۹۵۰ در رم امضا شد. در سال ۱۹۵۹، او به عنوان قاضی و نایب‌رئیس دیوان اروپایی حقوق بشر انتخاب شد و از سال ۱۹۳۹، عضو دیوان دائمی داوری بود. وی به عنوان وکیل، بارها به عنوان مشاور حقوقی در دیوان دائمی دادگستری بین‌المللی و بعداً دیوان بین‌المللی دادگستری (ICJ) فعالیت کرد، از جمله:
برای دولت بلژیک:
- در مورد فسخ معاهده بلژیک-چین در ۲ نوامبر ۱۸۶۵؛
- علیه شرکت برق بلغارستان؛
- علیه شرکت بارسلونا تراکشن، لایت، هیت و پاور؛
- برای دولت یونان، در مورد آمباتیه‌لوس؛
- برای دولت ایران، در مورد شرکت نفت ایران و انگلیس؛
- برای دولت گواتمالا، در مورد نوتبوم؛
- برای دولت سوئد، در مورد اجرای کنوانسیون ۱۹۰۲ درباره قیمومیت افراد صغیر؛
- برای دولت هند، در مورد حق عبور از قلمرو هند؛
- برای دولت نیکاراگوئه، در مورد داوری اعلام‌شده توسط پادشاه اسپانیا در سال ۱۹۰۶؛
- برای دولت تایلند، در مورد معبد پرئاه ویه‌هار.

در سال‌های پایانی زندگی‌اش، او همچنان به مبارزه ادامه داد:
- علیه مداخله و جنگ آمریکا در ویتنام؛
- علیه تسلیح مجدد آلمان و پروژه جامعه دفاع اروپایی؛
- علیه سیاست پل-آنری اسپاک که به نظر او بیش از حد «آتلانتیک‌گرا» بود؛
- علیه حمایت از فرانکو و چیانگ کای‌شک به بهانه ضدکمونیست بودن آن‌ها.

اتحادیه اروپا، ابتکاری که از جمله توسط اسپاک پیش برده شد، پروژه‌ای نبود که رولن با آن مخالفت کند، اما او نیز چندان از آن حمایت نکرد، زیرا به طور کلی معتقد بود که هرگونه تشکیل بلوک برای صلح جهانی مضر است.

## میراث
پادگان رولن در بروکسل به یاد هیپولیت (۱۸۸۵-۱۹۱۴)، لویی (۱۸۸۶-۱۹۱۵) و گوستاو رولن (۱۸۹۲-۱۹۱۸)، سه برادر هانری رولن که در جنگ جهانی اول جان باختند، نام‌گذاری شد. وی دکترای افتخاری از دانشگاه گرونوبل دریافت کرد. خیابان هنری رولن در واترلو به نام او نام‌گذاری شده است. پس از مرگ او، انجمن «دوستان هنری رولن» در دانشگاه آزاد بروکسل (ULB) تأسیس شد که در سال ۲۰۰۱ جای خود را به صندوق هانری رولن داد. این صندوق تقریباً هر سال «جایزه هنری رولن» را اهدا می‌کند. دانشگاه آزاد بروکسل نیز از سال ۱۹۷۴ کرسی هنری رولن برای حقوق بین‌الملل را تأسیس کرده است.